# Nimba Corona
La Nimba Corona è una struttura geologica della superficie di Venere.